# Cimitero monumentale di Poggioreale
Il cimitero monumentale di Poggioreale è il principale cimitero della città di Napoli e tra i maggiori in Europa.
Propriamente, il "Cimitero Nuovo" di Poggioreale è quello che si estende nel quadrilatero delimitato (in senso antiorario) a nord-ovest da largo Santa Maria del Pianto (l'antica piazza Doganella) e via del Riposo, a est da via Santa Maria del Pianto (un tratto interno della quale costeggia due cimiteri) e a sud da via nuova Poggioreale, ma vista l'abbondanza di cimiteri attigui a quello di Poggioreale, tale definizione è stata allargata all'intera zona, creando una vera e propria conurbazione cimiteriale, che ricade nei quartieri di Poggioreale, Secondigliano e San Carlo all'Arena.
Indubbiamente il complesso più noto dell'intera area è il cimitero monumentale, il nucleo originario del cimitero, di grande valore storico e culturale per la preziosità delle sue tombe e delle sue statue, nonché per il gran numero di cappelle e chiese contenute al suo interno e per il Quadrato degli uomini illustri.

## Conformazione e storia dei cimiteri napoletani

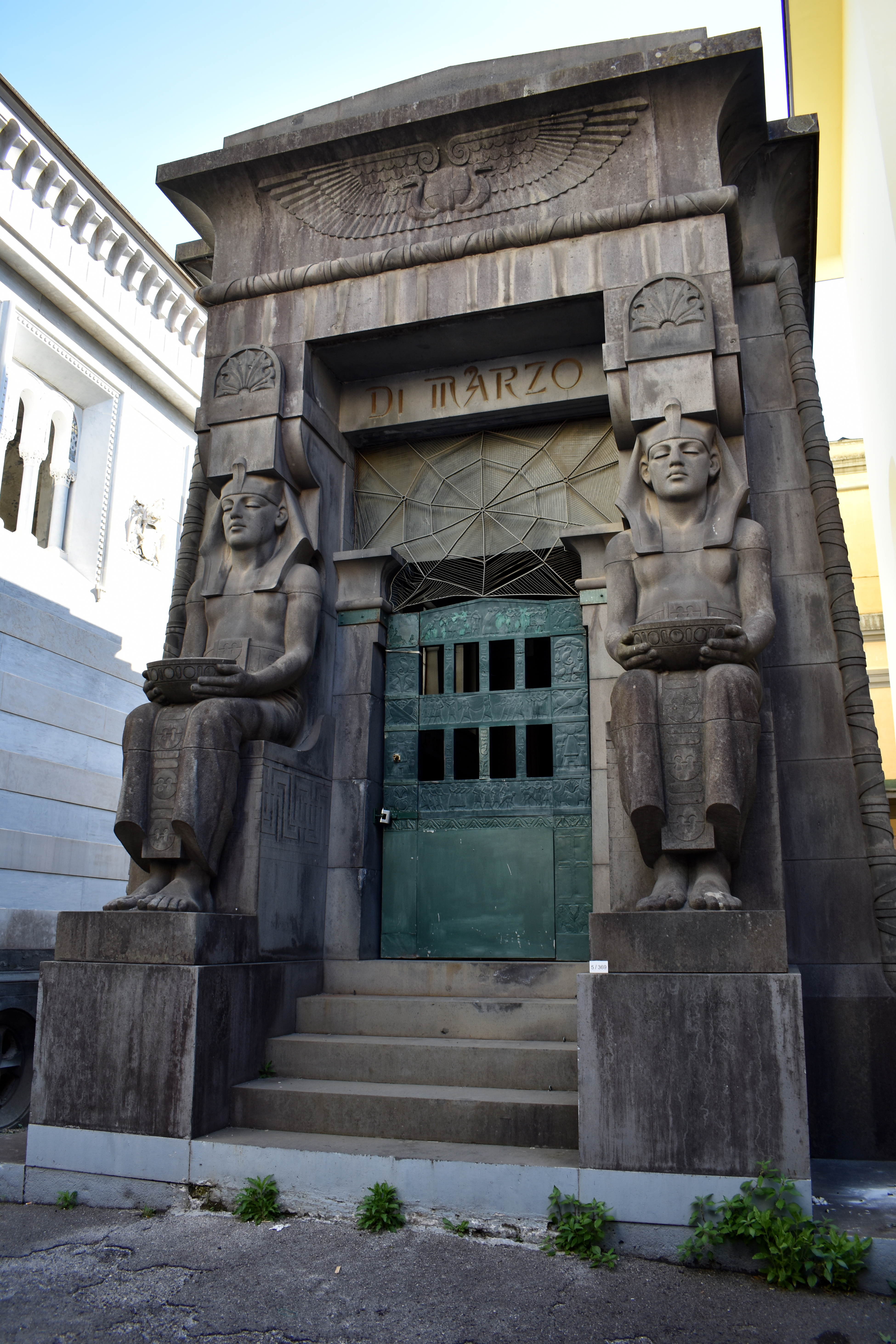
Mausoleo della famiglia Di Marzo

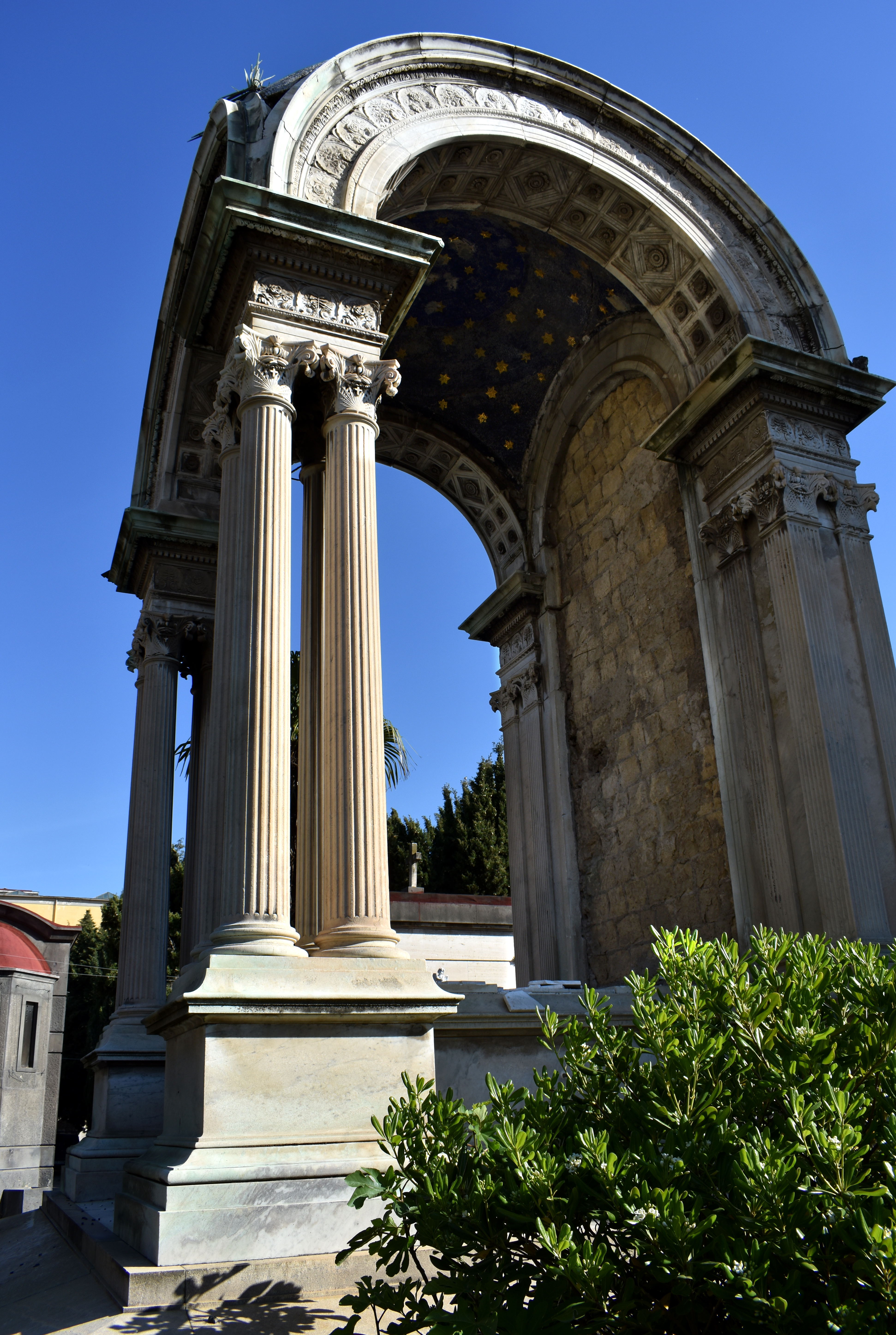
Tomba della famiglia Filippo Buchy

La morfologia della zona, il suo sviluppo e le vicende storiche a essa direttamente collegate sono i fattori che hanno, nel corso dei secoli, determinato la sua destinazione, ormai consolidata.
L'area nordorientale di Napoli è, per la sua conformazione, quella naturale di accesso alla città. Infatti, la principale e la più bella fra le porte è quella Capuana, ragguardevole opera del Rinascimento aragonese, di Giuliano da Maiano.
La strada che da questa si diparte prende il nome nel tratto iniziale di via Casanova e ponte di Casanova (in ricordo di una casa nuova che Carlo II d'Angiò vi fece erigere sul finire del XIII secolo e nella quale morì il 5 maggio 1309), quindi Strada nuova di Poggioreale, che corre alla base della collina omonima (mentre la Strada vecchia segue un tracciato a mezza costa su quel rilievo), per arrivare alla villa rinascimentale realizzata anche questa dal già menzionato Giuliano da Maiano per Alfonso II di Napoli, all'epoca (1487) duca di Calabria.
La strada, che nei tratti successivi diventa Stadera a Poggioreale (così chiamata in quanto vi era localizzata la principale pesa pubblica nella cinta daziaria), e infine, Strada delle Puglie (con riferimento alla Regia strada delle Puglie), fu oggetto di abbellimenti notevoli fra il Seicento e il Settecento.
Oggi poco è rimasto dei fasti regali: la rovina della villa ducale infatti, abbandonata già nel tardo Seicento, ha privato la località degli aspetti più festosi mentre la presenza dei principali luoghi di sepoltura cittadini e, non distante, del carcere, associano ora l'area di Poggioreale a sensazioni meno liete.
La sua apertura verso ampi spazi pianeggianti e l'assenza di ostacoli naturali l'hanno resa, da Belisario in poi, la preferita per gli attacchi e gli assedi alla città.
Nell'ambito dell'assedio del 1528, un'epidemia distrusse le forze francesi che assediavano la città, al comando di Odetto de Foix, visconte di Lautrec (ricordato in alcuni toponimi della zona, come Trivece e Lotrecco) che ne fu, peraltro, inconsapevole autore avendo deviato nei terreni circostanti le condutture dell'acquedotto.
I terreni, da molto tempo ben conosciuti come le paludi per la ricchezza d'acqua, fertilissimi, fonte di approvvigionamento di ortaggi per la città (ancora oggi, il venditore di ortaggi a Napoli è ‘o parulano), saturati d'acqua, complice la stagione calda, scatenarono una pestilenza che annichilì le forze francesi, Lautrec compreso, e diede inizio alle prime sepolture nella zona.
Per l'epidemia di peste del 1656 si adoperò una grotta nei paraggi, detta degli sportiglioni (i pipistrelli) che pare sia stata utilizzata come ricovero dalle truppe francesi del Lautrec e che oggi non è stata ancora individuata. A ogni modo, saturata la grotta, vi si costruì sopra la chiesa di Santa Maria del Pianto per opera del Picchiatti. Si cominciarono a usare anche le ampie cavità delle Fontanelle.
Il primo cimitero napoletano propriamente detto è quello delle 366 fosse, iniziato nel 1762 e concluso l'anno successivo, opera mirabile di Ferdinando Fuga. Sino ad allora, si adoperavano le terresante delle chiese per i più abbienti oppure la cosiddetta "piscina" (una grande cavità al di sotto dell'ospedale degli Incurabili).
Nella prima metà del XIX secolo il tema cimiteriale era al centro di dibattiti e polemiche che l'editto napoleonico di Saint Cloud semmai acuì; ma anche senza questa prescrizione, l'idea di creare luoghi distinti e distaccati dai centri abitati per le sepolture era già in incubazione nella seconda metà del Settecento anzi, come visto, si ebbero realizzazioni pionieristiche. Si procedette all'avvio della costruzione di un cimitero sui dolci colli di Poggioreale, che verrà concluso solo nel 1837.
L'anno precedente si aprì il cimitero dei colerosi sul retro del cimitero del Fuga. Inizialmente di fortuna per via dei tantissimi morti di colera, fu ampliato l'anno successivo per diventare nell'aspetto un tipico cimitero romantico. Altro cimitero dalle analoghe caratteristiche era quello acattolico di Santa Maria della Fede, il più distante dall'area cimiteriale tradizionale.
Con l'Unità d'Italia i cimiteri diventano più numerosi, a partire da quello di Santa Maria del Pianto, avviato attorno alla seicentesca chiesa.

## Il cimitero
Il cimitero di Poggioreale, quale oggi si intende, è formato da due parti, separate dalla via Santa Maria del Pianto: quella a valle con ingresso principale da via Nuova Poggioreale nota come cimitero monumentale e quella a monte formata dal cimitero della Pietà e dal cimitero Nuovissimo con ingresso da via Santa Maria del Pianto.

### Cimitero Monumentale

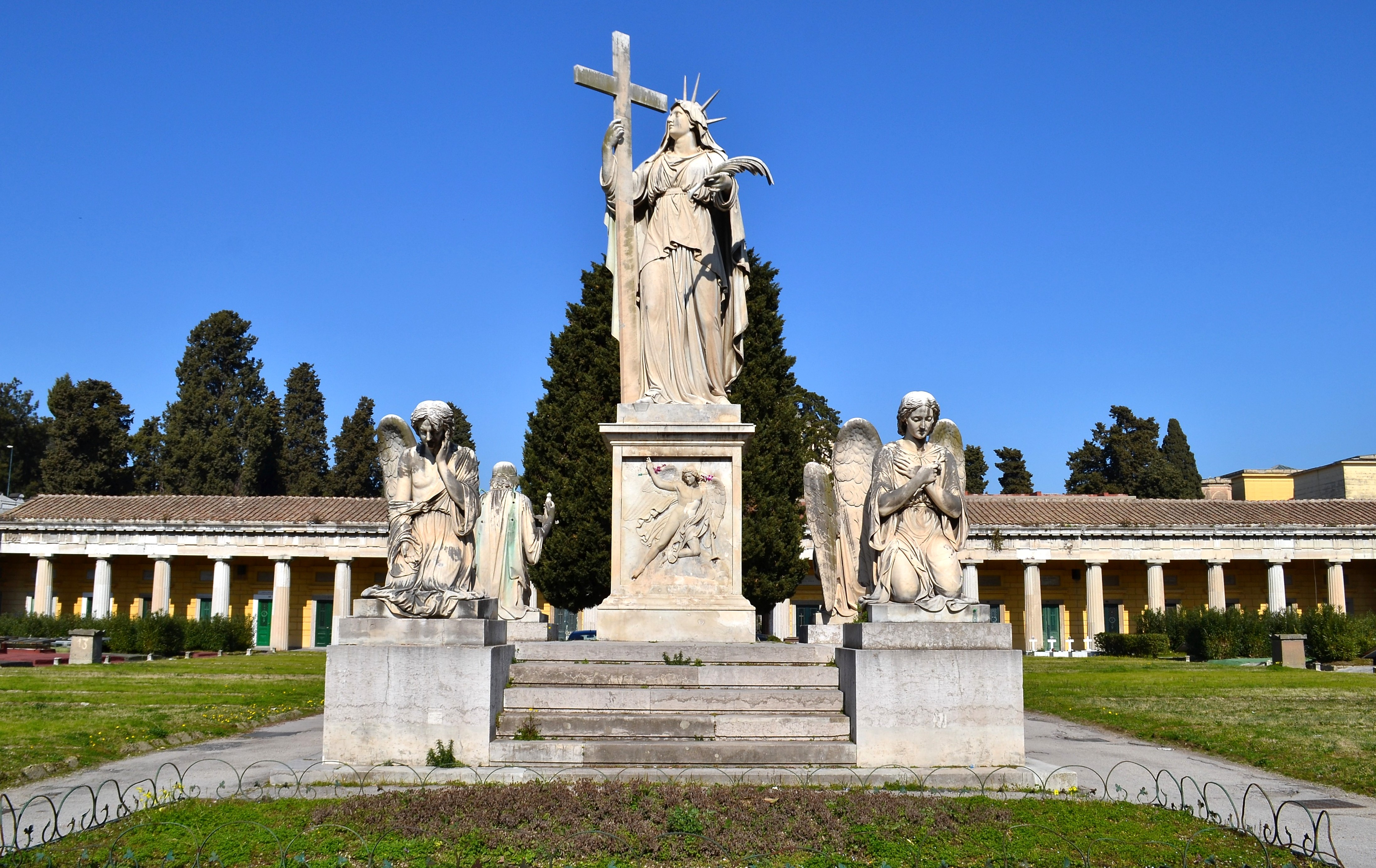
Gruppo scultorio "La Religione" di Tito Angelini, eseguito nel 1836 e inaugurato nel 1845

Il monumentale fu progettato nel 1812 da Francesco Maresca e approvato da Gioacchino Murat ma gli eventi politici causati dalle guerre napoleoniche ne rallentarono la realizzazione. Maresca realizzò comunque la struttura complessiva, i due chiostri minori e il tracciato del viale d'ingresso.
Ripresi nel 1821 i lavori sotto la direzione degli architetti Ciro Cuciniello e Luigi Malesci, si avviò la costruzione della chiesa madre (per questa i lavori li condusse il solo Malesci) poi ci fu l'intervento di Stefano Gasse che progettò nel 1839 l'ingresso in stile dorico sullo slargo dove aveva già realizzato l'edificio del dazio. Il cimitero fu consacrato nel 1837 sotto Ferdinando II di Borbone che ne volle il compimento.
Nucleo principale del cimitero è un vasto quadriportico, il "chiostro grande" (ma, per i napoletani è "il quadrato", in realtà rettangolare) preceduto da due chiostri più piccoli (anche questi detti "quadrati" sono rettangolari), impostati secondo il criterio già visto delle 366 fosse. Queste strutture, oltre ai portici e ai vani ipogei, dispongono di spazi destinati alle congreghe e confraternite che consentivano anche alle categorie meno abbienti la possibilità di una sepoltura non anonima.
I pendii della collina ricchi di piante e boschetti vennero abbastanza rapidamente popolati da tombe gentilizie e da templi, (per lo più prediletto era lo stile dorico e reminiscenze egizie), che trasformarono in pochi anni l'aspetto della collina. Ferdinando II decise di erigere all'interno del cimitero anche un piccolo monastero per i padri Cappuccini che, in seguito, furono sostituiti dai Diocesani (1872). La struttura fu progettata da Leonardo Laghezza.
Va ascritta a merito del Comune un'opera molto efficace di convincimento delle classi di vertice, quelle che facevano opinione, che abbandonando una radicata riluttanza alla sepoltura fuori delle terresante delle chiese gareggiarono nella costruzione di tombe architettonicamente pregevoli, secondo un costume che caratterizzò le maggiori città d'Europa e italiane.
In questo ambito peraltro vi furono diverse scuole di pensiero circa la forma di queste aree e la realizzazione napoletana fu anche oggetto di critiche perché fu osservato che fosse un po' troppo paganeggiante e distante da modelli austeri. In particolare, molto appropriato era reputato il modello di cimitero pisano.
In realtà, all'epoca, la città era la quarta o terza città europea (a seconda si includa o meno Costantinopoli fra le metropoli europee) e di conseguenza naturalmente attenta e più vicina a quel che avveniva fuori della Penisola.
Infatti, come riferisce Luigi Latini in Cimiteri e Giardini, nel caso del Monumentale si tratta di una versione mediterranea del cimitero di Père-Lachaise di Parigi del quale riprende i criteri di adattamento a un'area collinare.

#### Quadrilatero degli uomini illustri
Già in fase di progettazione si individuò sul confine sud-occidentale un settore destinato alla sepoltura delle personalità eminenti (secondo quanto espressamente previsto dalle leggi in materia del Regno delle Due Sicilie) su una superficie di due moggi napoletani (circa 5 300 metri quadri).
L'area comprende 157 monumenti suddivisi in 7 isole (o aiuole). Infatti, non esiste un famedio che accolga le personalità ma sepolture singole. Pur nella notevole eterogeneità di stili e dimensioni, l'insieme è di grande suggestione.
Fra le personalità di spicco qui sepolte figurano:
| N°  | Nominativo                      | Data di nascita | Data di morte | Attività                                                                                            | Note |  |
| --- | ------------------------------- | --------------- | ------------- | --------------------------------------------------------------------------------------------------- | --- |  |
| 1   | Giuseppe Abbamonte              | 1923            | 2016          | giurista                                                                                            | |  |
| 2   | Carlo Altobelli                 | 1857            | 1917          | avvocato e politico                                                                                 | |  |
| 3   | Luigi Amabile                   | 1828            | 1892          | medico, storico e politico                                                                          | |  |
| 4   | Errico Amante                   | 1816            | 1883          | politico, patriota, giudice italiano presidente della Corte d'appello e Senatore del Regno d'Italia | |  |
| 5   | Giovanni Amendola               | 1882            | 1926          | politico, giornalista e accademico                                                                  | |  |
| 6   | Giuseppe Anepeta                | 1900            | 1963          | violinista, pianista, compositore e direttore d'orchestra                                           | |  |
| 7   | Tito Angelini                   | 1806            | 1878          | scultore                                                                                            | autore della statua "La Religione" del 1845 sita al centro del Quadrato |  |
| 8   | Vincenzo Arangio-Ruiz           | 1884            | 1964          | giurista, accademico e politico                                                                     | |  |
| 9   | Tony Astarita                   | 1939            | 1998          | cantante                                                                                            | |  |
| 10  | Maria Bakunin                   | 1873            | 1960          | chimica e biologa                                                                                   | È ricordata per i suoi significativi contributi al progresso della chimica organica e all'emancipazione femminile nel campo delle scienze. Fu la prima donna a essere eletta socia dell'Accademia nazionale dei Lincei nella classe delle scienze fisiche                                                             |  |
| 11  | Achille Balsamo di Loreto       | 1899            | 1918          | sottotenente di cavalleria ardito pattugliatore                                                     | insignito della medaglia di bronzo al valor militare alla memoria |  |
| 12  | Rocco Beneventano               | 1777            | 1852          | giurista e politico                                                                                 | |  |
| 13  | Leonardo Bianchi                | 1848            | 1927          | neurologo, psichiatra, e politico                                                                   | |  |
| 14  | Ruggiero Bonghi                 | 1826            | 1895          | filologo, politico e accademico                                                                     | |  |
| 15  | Luca Botta                      | 1882            | 1917          | tenore                                                                                              | |  |
| 16  | Giovanni Bovio                  | 1837            | 1903          | filosofo e politico                                                                                 | |  |
| 17  | Libero Bovio                    | 1883            | 1942          | poeta, scrittore, drammaturgo e giornalista                                                         | |  |
| 18  | Roberto Bracco                  | 1861            | 1943          | giornalista, scrittore e drammaturgo                                                                | |  |
| 19  | Antonio Busciolano              | 1822            | 1871          | scultore                                                                                            | |  |
| 20  | Francesco Campolongo            | 1861            | 1942          | magistrato e giornalista                                                                            | |  |
| 21  | Salvatore Cammarano             | 1801            | 1852          | librettista                                                                                         | |  |
| 22  | Enzo Cannavale                  | 1928            | 2011          | attore teatrale e cinematografico                                                                   | |  |
| 23  | Ernesto Capocci di Belmonte     | 1798            | 1864          | matematico, astronomo e politico                                                                    | |  |
| 24  | Gennaro Capuozzo                | 1932            | 1943          | partigiano                                                                                          | insignito della medaglia d'oro al valor militare alla memoria |  |
| 25  | Raffaele Caravaglios            | 1864            | 1941          | direttore di banda                                                                                  | |  |
| 26  | Pietro Carbone                  | 1918            | 1990          | magistrato e Presidente aggiunto onorario della Corte di Cassazione                                 | |  |
| 27  | Pietro Castellino               | 1864            | 1933          | medico e politico                                                                                   | |  |
| 28  | Maddalena Cerasuolo             | 1920            | 1999          | patriota, antifascista e operaia                                                                    | insignita della medaglia di bronzo al valor militare |  |
| 29  | Beniamino Cesi                  | 1845            | 1907          | pianista e compositore                                                                              | |  |
| 30  | Federico Ciccodicola            | 1860            | 1924          | ufficiale e agente diplomatico                                                                      | |  |
| 31  | Domenico Colasanto              | 1896            | 1966          | politico                                                                                            | |  |
| 32  | Cesare Colucci                  | 1865            | 1942          | psicologo                                                                                           | |  |
| 33  | Luisa Conte                     | 1925            | 1994          | attrice teatrale                                                                                    | |  |
| 34  | Alfredo Cottrau                 | 1839            | 1898          | ingegnere, imprenditore e politico                                                                  | Fu uno dei maggiori progettisti di strutture in ferro per le stazioni e ponti ferroviari a traliccio, nonché di opere di alta ingegneria in ferro |  |
| 35  | Alda Croce                      | 1918            | 2009          | saggista e ambientalista                                                                            | figlia di Benedetto Croce |  |
| 36  | Benedetto Croce                 | 1866            | 1952          | filosofo, storico, politico, critico letterario e scrittore                                         | tomba esterna, nelle immediate vicinanze dell'ingresso, essendo l'area satura |  |
| 37  | Elena Croce                     | 1915            | 1994          | traduttrice, scrittrice e ambientalista                                                             | figlia di Benedetto Croce |  |
| 38  | Ciro Cuciniello                 | 1784            | 1847          | architetto                                                                                          | |  |
| 39  | Vincenzo D'Annibale             | 1894            | 1950          | pianista, compositore e direttore d'orchestra                                                       | |  |
| 40  | Antonino D'Antona               | 1842            | 1913          | medico e politico italiano, educatore e Senatore del Regno d'Italia                                 | |  |
| 41  | Mariano D'Ayala                 | 1808            | 1877          | militare, politico e scrittore                                                                      | |  |
| 42  | Francesco D'Ovidio              | 1849            | 1925          | filologo e critico letterario                                                                       | |  |
| 43  | Giuseppe de Blasiis             | 1832            | 1914          | storico e patriota                                                                                  | |  |
| 44  | Annibale de Gasparis            | 1819            | 1892          | astronomo, matematico e Senatore del Regno d'Italia                                                 | |  |
| 45  | Remigio Del Grosso              | 1813            | 1876          | astronomo e poeta                                                                                   | |  |
| 46  | Cosmo Maria De Horatiis         | 1771            | 1850          | medico                                                                                              | |  |
| 47  | Luigi De Luca                   | 1857            | 1938          | scultore                                                                                            | |  |
| 48  | Alfonso della Valle di Casanova | 1830            | 1872          | filantropo                                                                                          | |  |
| 49  | Enrico De Nicola                | 1877            | 1959          | politico, avvocato e primo Presidente della Repubblica italiana                                     | |  |
| 50  | Francesco De Nicola             | 1882            | 1961          | pittore, scultore e maestro d'arte                                                                  | |  |
| 51  | Francesco Saverio de Sanctis    | 1817            | 1863          | scrittore, critico letterario, politico, Ministro della Pubblica Istruzione e filosofo              | |  |
| 52  | Carlo De Vincentiis             | 1849            | 1904          | medico e chirurgo                                                                                   | |  |
| 53  | Salvatore Di Giacomo            | 1860            | 1934          | poeta, drammaturgo e saggista                                                                       | |  |
| 54  | Annalisa Durante                | 1990            | 2004          | vittima della camorra                                                                               | |  |
| 55  | Giuseppe Fiorelli               | 1904            | 1960          | paroliere e compositore                                                                             | |  |
| 56  | Giustino Fortunato              | 1848            | 1932          | politico e storico                                                                                  | |  |
| 57  | Rocco Galdieri                  | 1877            | 1923          | poeta giornalista                                                                                   | |  |
| 58  | Nunzio Gallo                    | 1928            | 2008          | cantante e attore                                                                                   | |  |
| 59  | Stefano Gasse                   | 1778            | 1840          | architetto                                                                                          | autore del portale d'ingresso al cimitero dalla via Nuova Poggioreale, ma anche del palazzo dei Ministeri Borbonici, [[oggi palazzo San Giacomo, sede del Municipio di Napoli]], dell'Osservatorio astronomico di Capodimonte e del muro finanziere                                                                   |  |
| 60  | Saverio Gatto                   | 1877            | 1959          | scultore, pittore e disegnatore                                                                     | |  |
| 61  | Vincenzo Gemito                 | 1852            | 1929          | scultore, disegnatore e orafo                                                                       | |  |
| 62  | Luigi Giura                     | 1795            | 1864          | ingegnere e architetto                                                                              | autore del magnifico Ponte Real Ferdinando sul Garigliano, primo esempio del genere in Europa (Gran Bretagna esclusa) |  |
| 63  | Gustaw Herling-Grudziński       | 1919            | 2000          | scrittore, giornalista e saggista polacco                                                           | |  |
| 64  | Filippo Illuminato              | 1930            | 1943          | partigiano                                                                                          | insignito della medaglia d'oro al valor militare alla memoria |  |
| 65  | Francesco Jerace                | 1853            | 1937          | pittore e scultore                                                                                  | |  |
| 66  | Arturo Labriola                 | 1873            | 1959          | politico e economista                                                                               | |  |
| 67  | Gaetano Lama                    | 1886            | 1950          | compositore                                                                                         | |  |
| 68  | Giovanni Leone                  | 1908            | 2001          | politico, avvocato, giurista e accademico e sesto Presidente della Repubblica italiana              | |  |
| 69  | Raffaele Liberatore             | 1787            | 1843          | storico e filologo                                                                                  | |  |
| 70  | Giovanni Lombardi               | 1872            | 1946          | poilitico e deputato del Regno d'Italia e dell'Assemblea Costituente della Repubblica Italiana      | |  |
| 71  | Nicola Maldacea                 | 1870            | 1945          | attore, comico e cantautore                                                                         | |  |
| 72  | Pasquale Stanislao Mancini      | 1817            | 1888          | avvocato, giurista, politico e accademico                                                           | |  |
| 73  | E. A. Mario                     | 1884            | 1961          | paroliere e compositore                                                                             | autore, fra l'altro, de La canzone del Piave |  |
| 74  | Eduardo Massari                 | 1874            | 1933          | magistrato e giurista                                                                               | |  |
| 75  | Francesco Mastriani             | 1819            | 1891          | scrittore, drammaturgo e giornalista                                                                | autore di romanzi d'appendice |  |
| 76  | Gioacchino Luigi Mellucci       | 1874            | 1942          | ingegnere                                                                                           | |  |
| 77  | Saverio Mercadante              | 1795            | 1870          | musicista e compositore                                                                             | |  |
| 78  | Mario Merola                    | 1934            | 2006          | cantante, attore, compositore e personaggio televisivo                                              | |  |
| 79  | Gilda Mignonette                | 1886            | 1953          | cantante                                                                                            | non è sepolta nel Quadrato degli Uomini Illustri, ma, comunque, all'interno del cimitero stesso, a causa della saturazione del Quadrato. La sua lapide si trova nei pressi dell'entrata a sinistra da Via Poggioreale.                                                                                                |  |
| 80  | Domenico Morelli                | 1823            | 1901          | pittore e politico                                                                                  | |  |
| 81  | Ernesto Murolo                  | 1876            | 1939          | poeta, drammaturgo e giornalista                                                                    | |  |
| 82  | Roberto Murolo                  | 1912            | 2003          | cantautore                                                                                          | |  |
| 83  | Antonio Nanula                  | 1780            | 1846          | anatomista, medico e chirurgo                                                                       | |  |
| 84  | Antonio Niccolini               | 1772            | 1850          | architetto e decoratore                                                                             | toscano d'origine, autore della nuova facciata del teatro di San Carlo e la villa Floridiana, nonché l'ampliamento della Villa Reale oggi Villa Comunale alla Riviera di Chiaia: l'autore del monumento funebre è Leopoldo di Borbone-Due Sicilie, Conte di Siracusa, fratello del Re Ferdinando II delle Due Sicilie |  |
| 85  | Edoardo Nicolardi               | 1878            | 1954          | poeta, paroliere e giornalista                                                                      | |  |
| 86  | Giovanni Nicotera               | 1828            | 1894          | politico e patriota                                                                                 | |  |
| 87  | Giovanni Ninni                  | 1861            | 1922          | chirurgo                                                                                            | tra i primi in Italia a effettuare operazioni di sutura al cuore e al pancreas |  |
| 88  | Laura Beatrice Oliva            | 1821            | 1869          | scrittrice, educatrice e poetessa                                                                   | |  |
| 89  | Aurelio Padovani                | 1889            | 1926          | sindacalista e politico italiano, leader del fascismo campano                                       | |  |
| 90  | Ferdinando Palasciano           | 1815            | 1891          | chirurgo e politico, precursori della Croce Rossa                                                   | |  |
| 91  | Filippo Palizzi                 | 1818            | 1899          | pittore                                                                                             | |  |
| 92  | Dolores Palumbo                 | 1912            | 1984          | attrice                                                                                             | |  |
| 93  | Pietro Paolo Parzanese          | 1809            | 1852          | presbitero, poeta e traduttore                                                                      | |  |
| 94  | Giuseppe Antonio Pasquale       | 1820            | 1893          | botanico e patriota                                                                                 | |  |
| 95  | Patrizio                        | 1960            | 1984          | cantante e attore                                                                                   | |  |
| 96  | Florestano Pepe                 | 1778            | 1851          | generale e patriota                                                                                 | |  |
| 97  | Guglielmo Pepe                  | 1783            | 1855          | generale, patriota e storico                                                                        | |  |
| 98  | Enrico Pessina                  | 1828            | 1916          | giurista, filosofo e politico                                                                       | |  |
| 99  | Antonio Petito                  | 1822            | 1876          | attore teatrale, drammaturgo e regista teatrale                                                     | |  |
| 100 | Tina Pica                       | 1884            | 1968          | attrice e commediografa                                                                             | |  |
| 101 | Raffaele Piria                  | 1814            | 1865          | chimico                                                                                             | |  |
| 102 | Carlo Pisacane                  | 1818            | 1857          | patriota                                                                                            | cenotafio |  |
| 103 | Bernardo Quaranta               | 1796            | 1867          | latinista e grecista                                                                                | fra i massimi esperti di Papiri di Ercolano |  |
| 104 | Antonio Ranieri                 | 1806            | 1888          | poeta, scrittore e politico                                                                         | ricordato per l'amicizia con il poeta Giacomo Leopardi |  |
| 105 | Ferdinando Russo                | 1866            | 1927          | poeta e scrittore                                                                                   | |  |
| 106 | Nicola Sansanelli               | 1891            | 1968          | avvocato, militare e politico                                                                       | |  |
| 107 | Nicola Santangelo               | 1785            | 1851          | politico e Ministro dell'interno del Regno delle Due Sicilie                                        | |  |
| 108 | Gennaro Sambiase Sanseverino    | 1821            | 1901          | politico e sindaco di Napoli                                                                        | |  |
| 109 | Edoardo Scarfoglio              | 1860            | 1917          | poeta, giornalista e scrittore                                                                      | |  |
| 110 | Giovanni Semmola                | 1793            | 1865          | medico e farmacologo                                                                                | |  |
| 111 | Mariano Semmola                 | 1831            | 1896          | medico, filosofo e politico                                                                         | |  |
| 112 | Matilde Serao                   | 1856            | 1927          | scrittrice e giornalista                                                                            | |  |
| 113 | Luigi Settembrini               | 1813            | 1876          | scrittore e patriota                                                                                | |  |
| 114 | Giancarlo Siani                 | 1959            | 1985          | giornalista                                                                                         | assassinato dalla camorra |  |
| 115 | Bertrando Spaventa              | 1817            | 1883          | filosofo e politico                                                                                 | |  |
| 116 | Pasquale Squitieri              | 1938            | 2017          | regista, sceneggiatore e politico                                                                   | |  |
| 117 | Ernesto Tagliaferri             | 1889            | 1937          | musicista                                                                                           | |  |
| 118 | Leopoldo Tarantini              | 1811            | 1882          | politico, avvocato e librettista                                                                    | |  |
| 119 | Sigismund Thalberg              | 1812            | 1871          | pianista e compositore                                                                              | |  |
| 120 | Vittoria Titomanlio             | 1899            | 1988          | politica                                                                                            | |  |
| 121 | Roberto Valente                 | 1972            | 2009          | militare, sergente maggiore capo della Brigata paracadutisti "Folgore"                              | insignito della Croce d'Onore alla memoria |  |
| 122 | Maurizio Valenzi                | 1909            | 2009          | politico e Sindaco di Napoli                                                                        | |  |
| 123 | Nino Veglia                     | 1922            | 1982          | attore e impresario teatrale                                                                        | |  |
| 124 | Raffaele Viviani                | 1888            | 1950          | attore, commediografo, compositore, poeta e traduttore                                              | |  |
| 125 | Nicola Antonio Zingarelli       | 1752            | 1837          | musicista e compositore                                                                             | |  |
| 126 | Rino Zurzolo                    | 1958            | 2017          | contrabbassista                                                                                     | |  |

## Cimitero della Pietà
Nel 1889 viene realizzato, a nord-ovest del cimitero monumentale e separato da questo dalla via Santa Maria del Pianto, il cimitero della Pietà.
Il cimitero della Pietà inizialmente è destinato alle categorie meno abbienti: vengono infatti realizzati vasti ossari comuni.
Con il tempo e con il graduale avvicinamento dei ceti, questo aspetto si andrà attenuando sebbene i nuovi cimiteri restino lontani dalla solennità del Monumentale.

## Cimitero Nuovissimo
Nel 1930 si cominciò a elaborare un'ulteriore considerevole espansione dell'area cimiteriale: a partire dal 1936 si dà vita al cimitero Nuovissimo, nato come prolungamento verso nord-est del cimitero della Pietà. Con il Nuovissimo il percorso fra i cimiteri napoletani torna idealmente al luogo il cui toponimo ricorda le vicende che originarono le prime sepolture in zona: sorge infatti sulla sommità del colle di Lotrecco, in un'area lambita da via del Riposo e da via Santa Maria del Pianto, dove il cimitero ha il proprio ingresso principale, opposto a quello settentrionale (aperto nel 1930) del cimitero Monumentale.
In particolare al Nuovissimo la presenza di strutture simili a edifici di cinque e più piani con semplici facciate cieche, salvo strette aperture a sviluppo verticale, crea un'atmosfera alquanto fredda. Architettonicamente degno di nota è il Grande Ipogeo Comunale, costruito all'estremità est del cimitero dal 1974 al 1981 su progetto degli architetti Gaetano Borrelli Rojo, Alfonso Beraglia e Mario Bucchignani e aperto nel 1982.
Nel cimitero nuovissimo di Poggioreale ci sono importanti tombe, tra cui quella di Giovanni Leone e degli undici ragazzi morti nel tragico incidente della galleria del Melarancio presso Firenze il 26 aprile 1983, nonché quella della giovane Annalisa Durante, vittima innocente della camorra.

## Cimiteri degli Acattolici

### Cimitero inglese della Doganella
Questo cimitero nacque dopo la chiusura nel 1893 del cimitero acattolico di Santa Maria della Fede. L'area della Doganella, adiacente all'area cimiteriale di Poggioreale, fu con quest'ultima oggetto di espansione in questo periodo. Il cimitero è situato di fronte al camposanto di Santa Maria del Pianto.
Tra le personalità sepolte in questo cimitero ricordiamo:
- Carlo Augusto Aehnelt (1785 - 1859), meccanico tedesco, fu allievo di Georg Friedrich von Reichenbach e macchinista presso l'Osservatorio Astronomico di Napoli
- Elizabeth Craven (1750 - 1828), principessa di Berkeley e scrittrice inglese
- Keppel Richard Craven (1779 - 1851), viaggiatore, scrittore Inglese, figlio di Elizabeth Craven
- John Connellan Deane (1816 - 1887), architetto irlandese, figlio di Thomas Deane
- Friedrich Dehnhardt (1787 - 1870), botanico tedesco, direttore del Real Orto Botanico di Napoli, che curò la sistemazione dei giardini della Villa Floridiana e della Reggia di Capodimonte
- Fritz Dennerlein (1936 - 1992), pallanuotista, nuotatore e allenatore di pallanuoto
- William Gell (1777 - 1836), archeologo, viaggiatore e scrittore inglese, amico di Edward Dodwell e Keppel Richard Craven
- Dionysius Lardner (1793 - 1859), scrittore e divulgatore scientifico irlandese
- Pietro Lezzi (1922 - 2013), politico e esponente del Partito Socialista Italiano
- Oscar Meuricoffre (1824 - 1880), console generale svizzero a Napoli
- Julie Salis Schwabe (1818 - 1896), fondatrice dell'Istituto Froebeliano "Vittorio Emanuele II" a Napoli
- Mary Somerville (1780 - 1872), matematica scozzese
- Anton Sminck van Pitloo (1790 - 1856), pittore olandese e grande protagonista della cosiddetta "scuola di Posillipo"
- David Vonwiller (1794 - 1856), industriale tessile svizzero

### Cimiteri israelitici
A Napoli vi sono stati più cimiteri israelitici. Si ha notizia di lapidi ebraiche del IV-V secolo (oggi esposte al Museo archeologico di Napoli), ritrovate nel 1908 a 3 metri di profondità, durante la costruzione della Caserma di Artiglieria di corso Malta. Le cronache parlano anche di un cimitero del XIII secolo nell'area delle attuali piazza del Carmine e piazza della Croce. Un altro antico cimitero sarebbe la cosiddetta "Tomba di Virgilio", a Fuorigrotta.
Nella seconda metà dell'Ottocento i Rothschild comprarono un settore del Giardino di Posillipo, per farne un cimitero; fu utilizzato solo per alcuni anni, sino al 1860.
Nel 1875 le lapidi furono portate via e sistemate nel definitivo cimitero di Poggioreale di via Nuova Poggioreale. Questo, realizzato nel 1838 con pianta di forma rettangolare, lunga e stretta, all'interno di esso un cortile lungo 127 metri e largo appena 16 metri, conta 630 sepolture per circa 800 defunti, di cui l'ultima è del 1982, con sepolture nel terreno e sobri monumenti tombali. All'ingresso una lapide ricorda i benemeriti che il 12 maggio 1875 acquistarono l'appezzamento, detto "Antico": tra questi, Adolf de Rothschild e Isidoro Rouff, allora presidente della Comunità Ebraica di Napoli.
L'attuale cimitero, detto "Nuovo", con gli stessi caratteri austeri e semplici del precedente, in funzione dal 1963, è sezione separata di quello comunale "Nuovissimo" in via Santa Maria del Pianto.

## Sistema cimiteriale napoletano
Per completezza, oltre i sopra ricordati cimiteri napoletani:
- Cimitero monumentale di Poggioreale detto "Vecchissimo" (ingresso principale da via  Nuova Poggioreale):
  - Chiesa di Santa Maria della Pietà
  - Sala del Commiato (ingresso principale da via Santa Maria del Pianto)
  - Gran Quadrato Monumentale
  - 2 Chiostri per sepolture
  - Quadrato degli Uomini Illustri, con 7 Aiuole per sepolture

- Cimitero monumentale di Santa Maria del Pianto detto "Vecchio" (ingresso principale da via Nuova del Campo):
  - Chiesa di Santa Maria del Pianto
  - Fondo "Balestrieri"
- Cimitero di Santa Maria della Pietà a Poggioreale detto "Nuovo" (ingresso principale da via Santa Maria del Pianto):[2]
  - Chiesa "Triangolare" (CH2)
  - Inceneritore (IC)
  - 4 Confraternite private (36÷39)
  - 25 Campi Inumativi
  - 19 Campi per sepolture
  - 2 Fondi ("Desiderio", "Perretti") per sepolture (FD÷FP), con 13 Zone (2+11) complessive per sepolture
  - 6 Riquadri per sepolture (I÷VI)
  - 2 Zone per sepolture (B÷C)
  - 1 Zona Evangelica (ZE)

- Cimitero di Santa Maria del Riposo a Poggioreale detto "Nuovissimo" (ingresso principale da via Santa Maria del Pianto),[3] dal 1936 ad oggi:
  - Chiesa "Risorgeremo" (CH1)
  - Grande Ipogeo Comunale (IP)
  - Ossario Comunale (O)
  - 35 Confraternite private (1÷35)
  - 23 Isole per sepolture (1÷19P)
  - 2 Zone per sepolture (A÷D)
  - 1 Zona Limbo per sepolture (ZL)

- Cimitero del Fondo "Zevola" (ingresso principale da via Santa Maria del Pianto), dal 2010 ad oggi:
  - Impianto di Cremazione
  - Campo Inumativo "Zevola"

- Cimitero Israelitico detto "Antico" (ingresso principale da via del Cimitero Israelita), dal 1838 al 1982: 
  - 4 Zone per sepolture, con 12 Settori complessivi per sepolture
- Cimitero Israelitico detto "Nuovo" (ingresso principale da via Santa Maria del Pianto), dal 1963 ad oggi:
  - 5 Zone per sepolture

- Cimitero Acattolico di Santa Maria della Fede detto "degli Inglesi" (ingresso principale da via Biagio Miraglia), dal 1826 al 1893
- Cimitero Britannico di Napoli (ingresso principale da via Nuova del Campo), dal 1892 ad oggi

- Naples Commonwealth War Cemetery (ingresso principale da via Vincenzo Janfolla), dal 1939 al 1945:
  - 4 Zone per sepolture
- Sacrario Militare - Mausoleo Schilizzi a Posillipo (ingresso principale da via Posillipo, 159), dal 1929 ad oggi

- Cimitero di Santa Maria del Popolo detto "delle 366 Fosse" (ingresso principale da via Fontanelle al Trivio, 38), dal 1762 al 1890
- Cimitero dei Colerosi di Napoli (ingresso principale da via Fontanelle al Trivio), dal 1836 al 19??:
  - Chiesa del Purgatorio
- Cimitero dei Colerosi di Barra (ingresso principale da via Carceri Vecchie), dal 1837 al 1884
- Cimitero delle Fontanelle (ingresso principale da via Fontanelle, 80), dal 1656 al 1969

Esistono i seguenti altri 9 cimiteri zonali:
- Cimitero di Barra (ingresso principale da via Mastellone, 141)
- Cimitero di Chiaiano (ingresso principale da via Comunale Margherita, s/n)
- Cimitero di Fuorigrotta (ingresso principale da via Terracina, 523)
- Cimitero di Miano (ingresso principale da via del Cimitero, s/n)
- Cimitero di Pianura (ingresso principale da via Parroco Russolillo, s/n)
- Cimitero di Ponticelli (ingresso principale da via Argine, 605)
- Cimitero di San Giovanni a Teduccio (ingresso principale da via Cimitero, 1)
- Cimitero di Secondigliano-San Pietro a Patierno (ingresso principale da via del Cassano, 230)
- Cimitero di Soccavo (ingresso principale da via Pia, 59)

Questi cimiteri sono di epoca ottocentesca, al tempo appartenenti a comuni distinti (salvo quello di Fuorigrotta). Quasi tutti sono di proprietà del comune di Napoli: l'unica eccezione è quello di Fuorigrotta, che è privato, di proprietà della Diocesi di Pozzuoli. In realtà anche nei cimiteri comunali la maggior parte dei nicchiai sono di proprietà privata, riconducibili ad arciconfraternite legate alla Diocesi di Napoli o a quella di Pozzuoli (cimitero di Pianura). Questa situazione, con il comune proprietario del suolo e le arciconfraternite dei manufatti, genera enormi problemi di responsabilità in ordine alle spese di manutenzione delle parti comuni, con un contenzioso amministrativo che a partire dal 2008 si è aperto in seguito alla richiesta degli uffici comunali di una tariffa annua per ogni loculo, contestata e non corrisposta dalle arciconfraternite. Il debito maturato a tutto il 2013 è stimato intorno ai 15 milioni di euro, ma la cifra non può essere accertata perché le arciconfraternite si sono rifiutate di fornire gli elenchi completi dei propri associati e il numero di loculi per ogni Congrega.
Il presidente della Commissione di Indagine sui Cimiteri Cittadini (attiva dal 2008 al 2011), il consigliere comunale Andrea Santoro, evidenziò nella sua relazione conclusiva che il rapporto complesso e conflittuale tra comune e curie fosse alla base dei principali problemi di gestione e di contrasto alle illegalità dei cimiteri napoletani. Per ovviare il comune di Napoli ha avviato, su sollecitazione dello stesso consigliere Andrea Santoro, l'ampliamento delle strutture comunali in 6 cimiteri periferici divisi in 2 appalti diversi (Pianura, Soccavo e Barra; Chiaiano, Miano e San Giovanni a Teduccio) mediante il ricorso al project financing e, quindi, a costo zero per le casse pubbliche.